# ان‌جی‌سی ۱۱۴۲
ان جی سی ۱۱۴۲ (به انگلیسی: NGC ۱۱۴۲) کهکشان مارپیچی تحریف شده‌ای در صورت فلکی جنین است. این مکان در حدود ۳۷۰ میلیون سال نوری از زمین فاصله دارد، به این معنی که با توجه به ابعاد ظاهری آن، عرض NGC ۱۱۴۲ تقریباً ۱۷۰۰۰۰ سال نوری است. کهکشان سیفر نوع ۲ است. با کهکشان بیضوی ان‌جی‌سی ۱۱۴۱ تعامل دارد.